# Anrplus1
anrplus1 (före 2021 Anr bbdo), från 2023 endast kalla sig +1 är en svensk reklambyrå som grundades 1999 genom en sammanslagning av Allansson Nilson, Rififi och BBDO.
Byrån har fokus på B2C och hade 2014 ett Stockholmskontor med runt 20 anställda varav fyra delägare också verksamma i bolaget. År 2013 omsatte de 46 miljoner svenska kronor. BBDO äger 30% av bolaget och de lokala delägarna resten. ANR BBDO äger också 35% av varumärkesstrategibyrån Label och 7% av Beckmans Designhögskola.
2018 köpte de lokala delägarna ut BBDO:s minoritetspost och 2020 avslutades samarbetet i och med att  ANR bytte strategisk inriktning och bytte namn till anr+1.